# Potápka (subkultura)

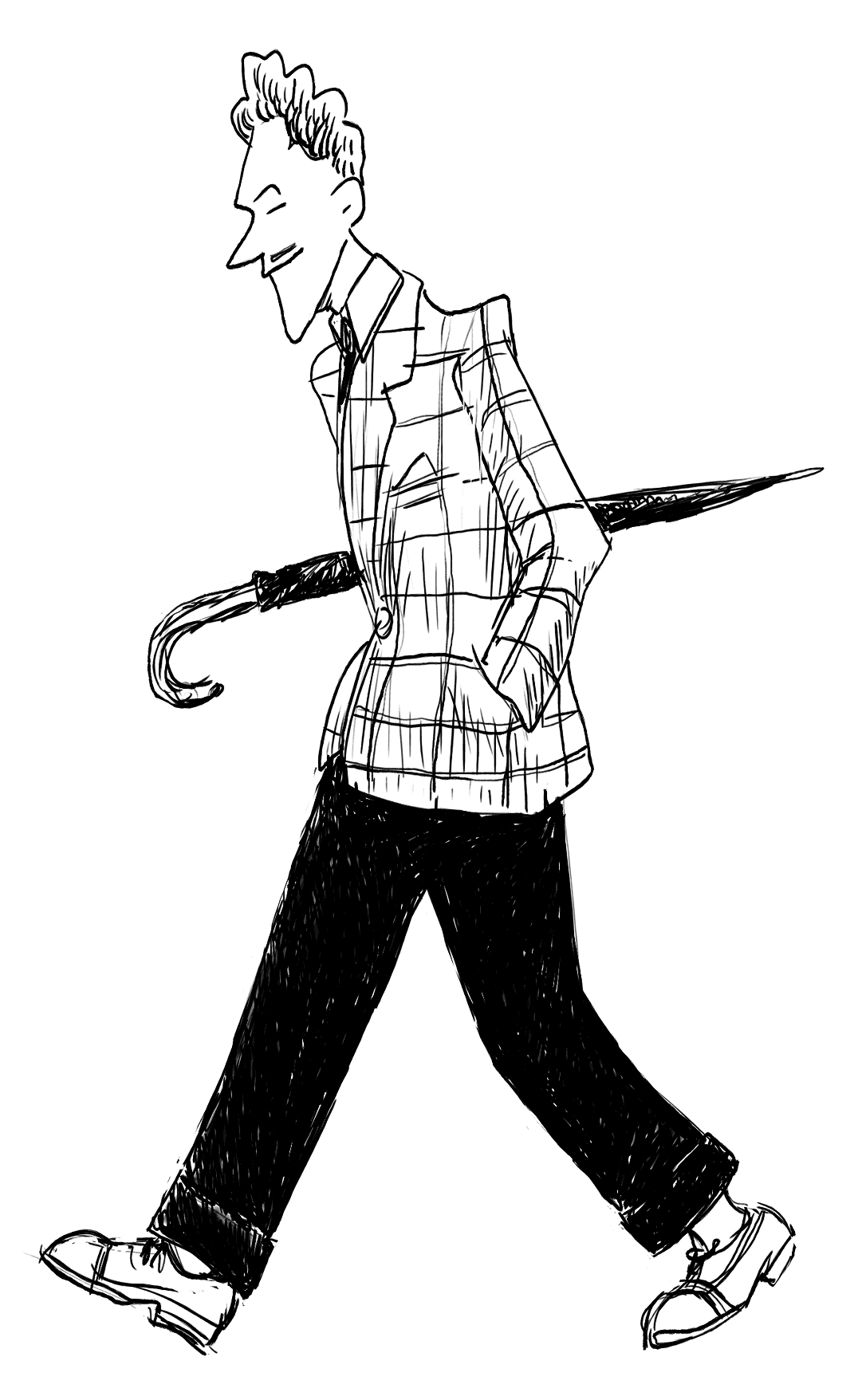
Typické oblečení potápky, zazou, Swing – boys

Potápka byl příslušník nekonformní tzv. swingové mládeže, která se v době druhé světové války hlásila k americké kultuře a ke svobodnému životnímu stylu. Tím se vymykala propagované národně socialistické výchově. Výstřední tanečníci swingu se v Protektorátu Čechy a Morava nazývali „potápky“ či „gejblíci“, jejich ženské protějšky „bedly“ nebo „kristýnky“. V době druhé světové války se v Protektorátu utvářela – a to především v Praze – jedna z prvních českých subkultur. Zatímco francouzští swingaři se nazývali „zazous“, hamburským vyznavačům swingu se říkalo „Swings“ a vídeňským „Schlurfs“, pro pražské stoupence této americké hudby se vžil český název „potápky“, odvozený pravděpodobně od jedné taneční figury. Potápky a pozdější páskové byli jednou ze skupin revoltující mládeže. Jejich oblečení a mluva byly vzdorem mladé generace. V období politických diktatur se svým příklonem k britské, potažmo americké kultuře vymezovali k nacistické protektorátní správě a posléze vůči komunistické moci.

## Utváření první české městské subkultury
Městská mládež holdovala za Protektorátu nejnovějšímu trendu přicházejícímu z USA – swingu. Swing se stal ve čtyřicátých letech nejen z jazzu vycházejícím hudebním stylem, ale i stylem tanečním. V Čechách tento taneční styl dostal přezdívku „holanďan“. Čeští fanoušci swingu na počátku roku 1940 tvořili jakýsi počátek první české městské subkultury. Vyznačovali se typickým oděvem, vlastním slangem a také zvláštním držením těla. Pocházeli z různých sociálních vrstev (nejenom z tzv. zlaté mládeže, jak tvrdil protektorátní tisk), ale také se nestranili práce v mládežnických organizacích. Pojem „potápka“ byl autorem článku v časopise Zteč odvozován od taneční figury, typické pro jazzové tanečníky. V Praze se potápky k zábavě nejčastěji scházeli na Václavském náměstí, kterému říkali Trafouš, Trafo, Traf či Trafalgar, což byla odvozenina od londýnského Trafalgar Square. Někdy si proto také říkali „trafíci“. Jindy se označovali jako „svingaři“, protože jejich generaci spojoval swing.
Jazz byl projevem modernismu, emancipace a demokratizace a stal se u určité mladé generace za první republiky, ale i Výmarské republiky, zrovna tak v době Třetí říše či protektorátu projevem nového životního stylu. Nešlo jen o módu, mládež hlavně z intelektuální vrstvy obyvatelstva doslova propadla novému avantgardnímu způsobu života. Je jasné, že hudba spojující Evropu se „spontánností afrického kontinentu“ se nelíbila jak kuratornímu představenstvu za protektorátu, ale nebyla přijatelná právě z rasových důvodů ani ve Třetí říši – kde byla odmítána jako tzv. Entartete Kunst, ve kterém se neprojevovaly inspirační proudy spojené „s nevyschlými zřídly oné síly, z nichž rostly arijské národy i jejich duchovní práce,“ ale naopak „zvrácený“ vkus Židů a především „méněcenných“ černochů.
Nový hudební směr byl také podle národního socialismu projevem „kulturbolševismu“. Odmítání jazzu se projevovalo samozřejmě i mimo nacistické oblasti. V každém případě byl z hlediska NS ideologie životním stylem zvráceným a odsuzovaným. Určitá skupina protektorátní mládeže jazz milovala a dokonce si při tanci navozovala jakýsi pocit svobody. Amatérské big-bandy i subkultury „potápek“ nabízely únik z každodenního protektorátního života formou jednak generačního protestu, ale i jakéhosi protinacistického postoje.

## Oblečení a účes potápek
Extravagantní oblečení potápek v době zglajchšaltovaného protektorátu přímo šokovalo. Potápky nosili úzké kalhoty sahající nad kotníky – „šťaldy“, z kterých musely vykukovat nápadné vzorované ponožky, dlouhé sako po kolena – často kostkované, boty tzv. „maďarky“ – těžké kožené polobotky na 3–5 centimetrů vysokých podrážkách, nazývaných pro jejich žlutobílou barvu „sádla“, tkaničku od bot místo kravaty a někdy celý outfit doplňoval úzký knírek ala Clark Gable, klobouk či čepici, vpředu vysokou, vzadu velmi nízkou, zvanou taylorovka, borzalino nebo tatra, model 25 (idolem mnoha potápek byl totiž americký herec Robert Taylor), účes zpevněný brilantinou a podtáčený kulmou – „taylorovskou kštici“ zejména na krku dlouhou (havel‘ také ‚havrda‘) a potápnice si vlasy vyčesávaly do gordického uzlu. Vzor oblékání hledala mládež u mladých lidí v Americe (tzv. zooties či zootsuiters) a Francii (tzv. zazou).

## Slang a vyjadřování potápek
Potápkovská mluva byla specifickým slangem, který měl mimo jiné zálibu v používání různých anglických slov, nebo slov z angličtiny vycházejících. Vedle toho měli potápky i řadu specifických a ryze vlastních výrazů, vzniklých různým zkracováním standardních českých výrazů. Místo „mě to nebaví“ říkali „mě to neba“. Svým děvčatům říkali potápky „Bedla“ nebo „Kristýnka“.
„...Potápka se na zábavě neotrávil, ale „sťal“, něco neočekávaného nebo ostuda je „nátěr“; něco ho netěší, nýbrž on to „baští“ neb „žere“; nezajde někam, ale „píchne“, nedělá darebáctví, ale „vodváže se“; (...) stokoruna slove v řeči potápkovské „kilo“; potápka se nesnižuje, ale „natírá se“...“
 Naše řeč, roč. XXV, č. 1 (1941), 
"...„Potápky mluví prý pomalu, rozvláčně, jen na půl úst, s bařtipánským nosovým zabarvením, při čemž se jim na tvářích rozhošťuje výraz chtěné vznešené omezenosti. Slova sekají, dělí (své dívky zdraví prý na př.: ‚Tě—bůh se-ky-ry!‘), protahují (v tom prý napodobují filmového herce Roberta Taylora, jenž podle jejich mínění získává ženská srdce protáhlou mluvou); hlas mládenců je unylý, nasládlý, hlas potápkyň čili potápnic (potápky jim říkají sleznice, kristiánky, bedly) hrubý, drsný, skřehotavý — podobným hlasem zpívají teď jazzové zpěvačky. Vidíme, že tato mládež z afektu dělá všecko nepřirozeně. Potápky při každé slabice zavrtí hlavou jako reklamní figurky, při čemž pohybují zvláštním způsobem rukama i celým tělem...“
Naše řeč, roč. XXV, č. 1 (1941)

## Rozpor s nacistickou ideologií a averze ze strany obyvatelstva
„Potápky“ nacisty neohrožovali nějakým protiněmeckým postojem nebo snad odbojem. Šlo o hnutí zcela nepolitické. Kultura potápek ale nabízela alternativu – potápky chtěli „bláznit“, být nad věcí a pozorovat okolí s náležitým nadhledem a o budování nového NS řádu nejevili zájem. Bylo tedy jasné, že propaganda Kuratoria – protektorátní mládežnické organizace k výchově mládeže – se snažila o zesměšnění celé subkultury. Některé tvrdší zásahy se např. snažily potápkám stříhat „nevkusné havly“.
Časopis Zteč zase informoval své čtenáře o tom, že „potápka“:
 „…neuznává autoritu učitelů a profesorů. Úkoly píše zásadně ve škole. Nesmírně kouří. Jeho oblíbeným místem je temná světnice, jejíž stěny jsou obvykle natřeny páchnoucí černou hmotou. Nemá zájem o učebnice, ale jeho zájem o nějaký pracovní obor se rovněž rovná nule. Rád se potuluje po ulicích bez cíle. Na rušných místech vnitřního města tvoří hloučky, které vzbuzují pozornost občanů spěchajících za prací. Bývá častým návštěvníkem tanečních místností. O dívky ... mívá značný zájem. Nedovede je však ničím jiným zabavit než prázdnými slovy. Myslí, že je hrdinstvím, když se protiví rodičům a škole. Maturuje s prospěchem průměrným, někdy i slabším. Když vstoupí do života, opustí ho pravidelně jeho divokost. Ukáže se však, že celou svoji energii věnoval pouze boření, neumí budovat. A protože jeho vysvědčení není valné a práce nepřesahuje průměr ... životního úspěchu se takovíto uklidnění poděsové dopracují málokdy...“
Primus nebo potápka. In.: Zteč, roč. I, č. 5 (1942), s. 7, 
Na výstřednost potápek a bedel reagovaly nejen nacistické orgány, ale i česká společnost. V protektorátních novinách se tak proti potápkám objevovaly informace o smýšlení a odsuzování českého obyvatelstva. Opereta Járy Beneše Potápka z roku 1940 tento styl života zesměšňovala a parodovala bez zásahu či iniciativy předních představitelů Protektorátu. Ale i tak se v Protektorátu proti potápkám nezasahovalo tak ostře jako v jiných zemích. Protektorát měl být ukázkou klidného zázemí a nějaké masové zatýkání nebylo ze strany Třetí říše žádoucí. V některých tvrdších případech hrozilo za nošení dlouhých vlasů či výstředního obleku zatčení a uvěznění. Například ve dnech 17. až 24. června 1944 se konalo se souhlasem okupačních orgánů v pražské Lucerně „I. defilé amatérských tanečních jazzových orchestrů“ – v době, kdy v celé Třetí říši platil zákaz tance. Během vystoupení se sice netančilo, ale plakáty vyzývaly vyloženě k návštěvě hudby taneční.

## Potápky po 2. světové válce
Označení „potápka“ a jejich subkultura přežívaly i několik let po 2. světové válce a byly předmětem kritických poznámek v tisku. Od konce 40. let 20. století byl výraz „potápka“ nahrazován slovem „pásek“.